# Odd Skarheim
Odd Petter R. Skarheim (Oslo, 20 novembre 1967) è un dirigente sportivo norvegese, presidente del Vålerenga Fotball dal 2006.

## Biografia
Nato e cresciuto ad Oslo, diventando tifoso del Vålerenga fin da piccolo. Prima di diventare presidente del club, lavorò nel settore turistico. È stato amministratore delegato della catena alberghiera Comfort Hotels.